# Accrington Stanley Football Club
L'Accrington Stanley Football Club és un club de futbol de la ciutat de Accrington, al comtat de Lancashire, nord-oest d'Anglaterra. Actualment juga a la League Two. El seu estadi és el Crown Ground que té una capacitat de 5.057 espectadors.

## Història
El club va ser fundat l'any 1968. Anteriorment havia existit un altre club amb el mateix nom: Accrington Stanley F.C. (1891).

## Palmarès
A 21 January 2017.
- Conference National:
  - 2005–06
- Northern Premier League:
  - 2002–03
- Northern Premier League Division One:
  - 1999–00
- Northern Premier League Challenge Cup
  - 2001–02
- Northern Premier League Challenge Shield:
  - 2002–03
- Cheshire County League Division 2:
  - 1980–81
- Lancashire Combination:
  - 1973–74, 1977–78
- Lancashire Combination Cup:
  - 1971–72, 1972–73, 1973–74, 1976–77
- Lancashire Combination League Cup:
  - 1971–72